# Find a Grave
Find a Grave é um website comercial que providencia acesso grátis a um banco de dados com informações sobre a localização de túmulos de pessoas famosas de todo o mundo. O site foi fundado em 1995 por Jim Tipton, um residente de Salt Lake City.

## História
De acordo com o fundador, Jim Tipton, o site foi desenvolvido em 1995 para mostrar e endereçar o local onde o túmulo de várias celebridades está localizado.
Após algum tempo, um Fórum de discussão foi criado no site. Em 2016, o site afirmou que contém mais de 143 milhões de registros.

## Conteúdo e recursos
O site contém listas de cemitérios e túmulos de todo o mundo. Os cemitérios estadunidenses são organizados por estado e condado, e muitos cemitérios contêm Google Maps (com coordenações de GPS providenciadas pelos contribuintes e também pelo Serviço Geológico dos Estados Unidos), além de fotografias dos cemitérios.
Os túmulos individuais contém algumas informações, como data e lugar de morte, informações biográficas, cemitério em que o túmulo se encontra, fotografias, guia de informações e algumas informações adicionais dos contribuintes.

## Crítica
Este site é muito grande, e o número de voluntários não-cadastrados que contribui para o site também é muito grande. No passar dos anos, alguns têm ficado muito chateados com as controvérsias e os conflitos existentes no Fórum, alegando ações arbitrárias pelos administradores.